# Elizabeth Holmes
Elizabeth Anne Holmes (n. 3 februarie 1984, Washington, D.C., District of Columbia, SUA) este o antreprenoare americană, fondatoarea și conducătoarea firmei Theranos din Palo Alto, California, care avea ca domeniu de activitate analiza probelor sanguine.
La 19 ani, a renunțat la studiile pe care le urma la Universitatea Stanford pentru a-și lansa propria afacere, punând bazele companiei Theranos.
A susținut că a reușit să introducă o nouă metodă, mult simplificată, de efectuare a analizelor sanguine.
În 2015, revista "Forbes" a declarat-o ca fiind cea mai tânără femeie miliardar din lume.
De asemenea, în același an, "Time" a inclus-o pe lista celor mai puternice 100 persoane influente ale planetei.
Tot în 2015 a primit premiul Horatio Alger Award, fiind cel mai tânăr laureat cu o astfel de distincție.
Revista Glamour i-a acordat titlul de "Femeia Anului".
In 2018 compania pe care o conducea a fost declarată falimentară, iar Elizabeth Holmes a fost anchetată pentru înșelăciune. Aparatele de analiză a sângelui promise de companie nu au fost niciodată dezvoltate. Holmes a fost amendată cu 500.000 de dolari și i s-a interzis să conducă o companie americană timp de 10 ani.